# Чусовий
Чусовий — місто в Росії, адміністративний центр Чусовського району на сході Пермського краю за 140 км від Пермі. Містоутворююче підприємство — Чусовський металургійний завод.
Має статус міського поселення. Площа 58,0 км².

## Географія
Місто розташоване в місці злиття річок Усьва та Вильва з річкою Чусова.

## Історія
Місто було засноване у 1878 році. Виникнення міста пов'язано з будівництвом залізниці.
Статус міста було присвоєно в 1933 році.
З будівництвом у 1964 році автодорожнього моста через річку Чусову в місті розгорнулося інтенсивна житлова забудова на лівому березі річки. Внаслідок цього місто значно розширило свої кордони. На лівому березі річки Чусової, в Новому місті, забудовані мікрорайони А і Б, ведеться будівництво мікрорайону В.

## Соціальна сфера та культура
У місті працюють 8 основних шкіл (1-9 класи), гімназія (1-11 класи) та одна школа для старшокласників (побудована в рамках крайового експерименту). Діють 18 дошкільних установ і 3 установи додаткової освіти. Крім того, в Чусовому діють медичне училище, індустріальний технікум, професійно-технічне училище, існує філія УДТУ ім. Єльцина. На базі спорткомплексу «Огонёк» працює спортивна школа олімпійського резерву (санний спорт, фристайл, гірські лижі).
Установи культури представлені Палацом культури металургів, двома кінотеатрами, Будинком культури залізничників, п'ятьма бібліотеками, музичною школою. У Новому Місті розташований міський парк. Є також станція юних техніків.
Діє прихід Російської православної церкви.
Працює профілакторій металургійного заводу, поліклініка на 200 відвідувань у зміну, лікарня на 150 ліжок. Водночас відчувається значна нестача лікарів та середнього медперсоналу.

## Населення
Населення міста скорочується впродовж останніх п'ятдесяти років. У 1940-х значну частину населення міста та околиць становили ув'язнені. Значна їх частина після звільнення покинула місто.

## Економіка
Провідна галузь промисловості міста — чорна металургія. Також представлені машинобудування та металообробка, виробництво будматеріалів, підприємства з переробки сільськогосподарської продукції.
Чусовський металургійний завод (акціонерне товариство відкритого типу) — єдине у краї металургійне підприємство повного циклу «чавун-сталь-прокат». Підприємство спеціалізується на виробництві прокату для автомобільної промисловості, ресор для багатьох типів машин, п'ятиоксиду ванадію та ферованадію. Завод має економічні зв'язки з іншими регіонами Росії, СНД, далекого зарубіжжя. Серед його споживачів — компанії Японії (чавун та арматура), Великої Британії та Франції (феросплави), здійснюється поставка прокату до КНР.
Машинобудування та металообробка представлені в місті ремонтно-механічним заводом. Є в наявності лісопереробні потужності, меблева фабрика, сервісні підприємства з обслуговування потреб металургійної промисловості: «УралДомнаРемонт», «МеталургСервіс». З підприємств харчової промисловості в місті діють молокозавод, хлібокомбінат.

## Транспорт
Чусовий — великий транспортний вузол. Залізнична станція Чусовська знаходиться на стику Гірничозаводської магістралі Перм — Нижній Тагіл та залізниці, що йде на Солікамськ.
Через місто проходить автодорога крайового значення Кунгур — Солікамськ, за якою здійснюється автомобільне сполучення східних районів краю з крайовим центром. У 2000-х роках новою автомобільною трасою через Полазну місто сполучене з Перм'ю. Побудована автодорога Чусовой — Нижній Тагіл — Єкатеринбург. Планується будівництво автомобільної дороги в обхід міста.
У межах міста є п'ять мостів: автомобільний та залізничний через річку Чусова, автомобільний (частина траси Чусовий — Полазна) та залізничний (технічна гілка Чусовського металургійного заводу) через річку Усьва, а також залізничний міст через річку Вильва (залізнична гілка Чусовська — Солікамськ).
Розвинене автобусне сполучення з Перм'ю, Нижнім Тагілом, Єкатеринбургом, Березниками, Солікамськом і з усіма містами-сусідами: Лисьвою, Горнозаводськои, Гремячинськом, Губахою та ін. З 1956 року відкрито міське автобусне сполучення.
Чусова в межах міста включена до європейської річкової мережі країни, плавають веслові та моторні човни.

## Спорт
Поблизу міста функціонує гірськолижний курорт «Такман». Діє спортивна дитячо-юнацька школа олімпійського резерву «Огонёк», яка відома своїми випускниками-спортсменами, серед яких Олександр Смишляєв, Руслан Шарифуллін, Сергій Щуплєцов та Альберт Демченко.
У місті також є дитячо-юнацька спортивна школа на лижній базі «Металург», на якій готують лижників — гонщиків. Випускником цієї школи є олімпійський чемпіон Михайло Девятьяров.

## Екологія
Основне джерело забруднення води і повітря — Чусовський металургійний завод. Валовий викид шкідливих сполук в атмосферу перевищує 16 тис. т. на рік. Більше тонни шкідливих сполук в атмосферу викидає Чусовський кам'яний кар'єр. В річки Чусову та Усьву потрапляють залізо, марганець, нафтопродукти. Велику небезпеку становить забруднення річки шестивалентним хромом, який викидається об'єднанням «Хромпік», розташованим в Первоуральску. Потенційні джерела забруднення — нафтопроводи, що проходять в безпосередній близькості від міста.

## Події
4 грудня 2005 сталося обвалення покрівлі розташованого в місті Чусовому басейну «Дельфін», що належить до Об'єднаної металургійної компанії. Внаслідок катастрофи загинуло 14 осіб (в тому числі 10 дітей), поранено 11 осіб.

## Відомі люди
- В Чусовому після закінчення Другої світової війни працював російський письменник Віктор Астаф'єв (в місті діє будинок-музей письменника);
- Випускник Чусовської спортивної школи «Огонёк» Альберт Демченко став срібним призером олімпіади в Турині та Сочі з санного спорту;
- Вихованець лижної бази «Металург» Михайло Девятьяров став олімпійським чемпіоном з лижних гонок у 1988 році на олімпіаді в Калгарі у гонці класичним стилем на 15 кілометрів та срібним призером в естафеті 4х10 км;
- В Чусовому народився і виріс Олег Верещагін, російський шоумен та резидент Comedy Club.
- Сергій Щуплєцов, перший росіянин, що став чемпіоном світу та володарем Кубка світу з фрістайлу[5].
- З 1933 року до початку нацистсько-радянської війни жив Чернов Павло Михайлович, Герой Радянського Союзу.

## Пам'ятники
- Пам'ятник Єрмаку. Відкритий в червні 2013 року[6]